# Lucius Calpurnius Piso Caesoninus (Konsul 112 v. Chr.)
 Lucius Calpurnius Piso Caesoninus († 107 v. Chr.) entstammte dem römischen plebejischen Geschlecht der Calpurnier und war 112 v. Chr. Konsul.

## Leben
Lucius Calpurnius Piso Caesoninus war wahrscheinlich ein Sohn des gleichnamigen Konsuls von 148 v. Chr. Über die frühen Ämter seines cursus honorum ist nichts bekannt. 112 v. Chr. erreichte er gemeinsam mit Marcus Livius Drusus das Konsulat. Vermutlich anschließend als Prokonsul, vielleicht aber auch schon während seiner Prätur oder seines Konsulats, war er wohl Statthalter in Gallia Cisalpina. Nach seiner Rückkehr wurde er wegen angeblicher Erpressung angeklagt.
107 v. Chr. nahm Piso in der Stellung eines Legaten an einem Feldzug des Konsuls Lucius Cassius Longinus teil, der Gallia Narbonensis als Provinz erhalten hatte und die Kimbern und deren Verbündete bekämpfen sollte. Die römische Armee erlitt allerdings in der Schlacht bei Agen eine schwere Niederlage gegen den helvetischen Stamm der Tiguriner; Piso und der Konsul fielen in dieser Schlacht.